# Lijst van voetbalinterlands Gabon - Sao Tomé en Principe
Deze lijst van voetbalinterlands is een overzicht van alle officiële voetbalwedstrijden tussen de nationale teams van Gabon en Sao Tomé en Principe. De landen speelden tot op heden drie keer tegen elkaar. De eerste ontmoeting was een vriendschappelijk duel op 11 november 1999 in Libreville. Het laatste onderlinge duel, een kwalificatiewedstrijd voor de Afrika Cup 2002, werd gespeeld in de Gabonese hoofdstad op 15 juli 2000.

## Wedstrijden
| № | Plaats     | Datum            | Competitie                   | Wedstrijd                    | Uitslag |
| - | ---------- | ---------------- | ---------------------------- | ---------------------------- | ------- |
| 1 | Libreville | 11 november 1999 | Vriendschappelijk            | Gabon – Sao Tomé en Principe | 1 – 0   |
| 2 | Sao Tomé   | 2 juli 2000      | Afrika Cup 2002 kwalificatie | Sao Tomé en Principe − Gabon | 1 − 1   |
| 3 | Libreville | 15 juli 2000     | Afrika Cup 2002 kwalificatie | Gabon − Sao Tomé en Principe | 4 − 1   |

## Samenvatting
| Competitie              | Totaal gespeeld | Winst Gabon | Gelijk | Winst Sao Tomé en Principe | Doelsaldo Gabon – Sao Tomé en Principe |
| ----------------------- | --------------- | ----------- | ------ | -------------------------- | -------------------------------------- |
| Afrika Cup-kwalificatie | 2               | 1           | 1      | 0                          | 5 − 2                                  |
| Vriendschappelijk       | 1               | 1           | 0      | 0                          | 1 − 0                                  |
| Totaal                  | 3               | 2           | 1      | 0                          | 6 − 2                                  |

FGF · A-internationals · Selecties · Bondscoaches · Olympisch elftal · Gabonees vrouwenelftal
1960 – 1969 ·
1970 – 1979 ·
1980 – 1989 ·
1990 – 1999 ·
2000 – 2009 ·
2010 – 2019 ·
2020 − 2029
1960 · 
1961 · 
1962 · 
1963 · 
1964 ·
1965 · 
1966 · 
1967 · 
1968 ·
1969 · 
1970 · 
1971 · 
1972 · 
1973 ·
1974 ·
1975 ·
1976 · 
1977 · 
1978 · 
1979 · 
1980 · 
1981 · 
1982 · 
1983 · 
1984 · 
1985 · 
1986 · 
1987 · 
1988 · 
1989 · 
1990 · 
1991 · 
1992 · 
1993 · 
1994 · 
1995 · 
1996 · 
1997 · 
1998 · 
1999 · 
2000 · 
2001 · 
2002 · 
2003 · 
2004 · 
2005 · 
2006 · 
2007 · 
2008 · 
2009 · 
2010 · 
2011 · 
2012 · 
2013 · 
2014 ·
2015 ·
2016 ·
2017 ·
2018 ·
2019 ·
2020 ·
2021 ·
2022 ·
2023
Algerije ·
Andorra ·
Angola ·
België ·
Benin ·
Botswana ·
Brazilië ·
Burkina Faso ·
Burundi ·
Centraal-Afrikaanse Republiek ·
Comoren ·
Congo-Brazzaville ·
Congo-Kinshasa ·
Egypte ·
Equatoriaal-Guinea ·
Gambia ·
Ghana ·
Guinee ·
Guinee-Bissau ·
Ivoorkust ·
Kaapverdië ·
Kameroen ·
Kenia ·
Lesotho ·
Libanon ·
Liberia ·
Libië ·
Madagaskar ·
Malawi ·
Mali ·
Malta ·
Marokko ·
Mauritanië ·
Mauritius ·
Mozambique ·
Namibië ·
Niger ·
Nigeria ·
Oeganda ·
Oman ·
Portugal ·
Rwanda ·
Sao Tomé en Principe ·
Saoedi-Arabië ·
Senegal ·
Seychellen ·
Sierra Leone ·
Soedan ·
Swaziland ·
Tanzania ·
Thailand ·
Togo ·
Tsjaad ·
Tunesië ·
Verenigde Arabische Emiraten ·
Wit-Rusland ·
Zambia ·
Zimbabwe ·
Zuid-Afrika ·
Zuid-Soedan
FSF · 
Santomees vrouwenelftal
Interlands
Tegenstander:
Angola ·
Benin ·
Centraal-Afrikaanse Republiek ·
Congo-Brazzaville ·
Equatoriaal-Guinea ·
Ethiopië ·
Gabon ·
Ghana ·
Guinee-Bissau ·
Kaapverdië ·
Kameroen ·
Lesotho ·
Liberia ·
Libië ·
Madagaskar ·
Malawi ·
Marokko ·
Mauritius ·
Namibië ·
Nigeria ·
Oeganda ·
Sierra Leone ·
Soedan ·
Togo ·
Tsjaad ·
Tunesië ·
Zuid-Afrika ·
Zuid-Soedan